# EN 13779
Die EN 13779 war bis zum August 2017 eine Europäische Norm zur mechanischen Lüftung und Klimatisierung von Nichtwohngebäuden, die für den Aufenthalt von Menschen bestimmt sind. In Deutschland ersetzte die Norm die im Mai 2005 zurückgezogene DIN 1946-2. In Österreich ersetzt sie die Vorgängerversion, die bereits ab dem Jahr 2000 gültig war. Im November 2017 wurde die DIN EN 13779 zurückgezogen und durch die EN 16798-3 Energetische Bewertung von Gebäuden – Lüftung von Gebäuden – Teil 3: Lüftung von Nichtwohngebäuden – Leistungsanforderungen an Lüftungs- und Klimaanlagen und Raumkühlsysteme (Module M5-1, M5-4) ersetzt. Damit verlor auch die DIN SPEC 13779, welche im Dezember 2009 in Deutschland als nationale Anhang zur DIN EN 13779 veröffentlicht worden war, ihre Gültigkeit.
Weil sich die zu berücksichtigenden Qualitätsanforderungen, welche sowohl an die Zentralgerätetechnik als auch an die gesamte lüftungstechnische Anlage mit allen Luftkanälen etc. gestellt wurden, wie ein roter Faden von Auslegung über Planung bis zur planmäßigen Instandhaltung durch die europäische Norm zogen, galt sie bei der Auslegung von RLT-Anlagen während des gesamten Lebenszyklus als wichtige Leitlinie. Die Norm klassifizierte die Luftqualität der Raumluft, der Zuluft, der Fortluft und der Außenluft in Abhängigkeit von verschiedenen Kriterien in zwei bis fünf Klassen. Die Ermittlung der Luftqualitätsdaten ist bei der Errichtung von Nichtwohngebäuden von Bedeutung. Basierend auf der EN ISO 7730 Ergonomie der thermischen Umgebung – Analytische Bestimmung und Interpretation der thermischen Behaglichkeit durch Berechnung des PMV- und des PPD-Indexes und Kriterien der lokalen thermischen Behaglichkeit wurden Bereiche zur Auslegung der Raumtemperatur und zulässige Schalldruckpegel definiert.
Es wird zwischen ODA („Outdoor Air“) und IDA („Indoor Air“) unterschieden. Zur ODA sind drei Kategorien definiert:
- ODA 1: saubere Luft, die nur zeitweise staubbelastet sein darf
- ODA 2: Außenluft mit hoher Konzentration an Staub oder Feinstaub und/oder gasförmigen Verunreinigungen
- ODA 3: Außenluft mit sehr hoher Konzentration an Staub oder Feinstaub und/oder gasförmigen Verunreinigungen

Die Ermittlung des tatsächlichen für den Gebäudestandort geltenden ODA-Werts setzt eine Schadstofferfassung der Außenluft voraus. Anschließend folgt eine komplexe Berechnung zur Bestimmung der Konzentration von:
- Schwefeldioxid
- Ozon
- Stickstoffdioxid
- Feinstäube

Der IDA-Wert betrifft die gewünschte Raumluftqualität und war ebenfalls durch die EN 13779 geregelt.
- IDA 1: Hohe Raumluftqualität
- IDA 2: Mittlere Raumluftqualität
- IDA 3: Mäßige Raumluftqualität
- IDA 4: Niedrige Raumluftqualität

## Wissenschaftlicher Hintergrund und praktische Anwendung
In der Praxis fand die EN 13779 direkte Anwendung bei der Planung von Raumlufttechnischen Anlagen (RLT-Anlagen). Da, je nach Örtlichkeit, nicht überall die Schadstoffkonzentration gleich ist, besagte die Norm, dass der Fachplaner den ODA-Wert bei jeder Objektplanung miteinbeziehen muss. Hierzu wurden die Luftmessdaten über einen Zeitraum von rückwirkend einem Jahr berücksichtigt und auf Basis der Grenzwerte der WHO ausgewertet.
Das Rheinische Institut für Umweltforschung an der Universität zu Köln entwickelte zusammen mit dem Dienstleister Pollution-Info eine Datenbank, die es dem Fachplaner für Raumlufttechnik ermöglichen soll, problemlos einen ODA-Wert zu einem exakten Gebäudestandort zu erfragen. Seit dem Jahr 2011 ist dieser Service so ausgereift, dass aus etwa 3,1 Milliarden Datensätzen die Außenluft berechnet werden kann. Die Toleranz liegt hier bei etwa 25 Metern.